# Fall In Love With Me
Fall In Love With Me (chinês tradicional: 愛上兩個我, pinyin: Ai Shang Liang Ge Wo) é uma série de televisão taiwanesa exibida pela TTV em 2014, estrelada por Aaron Yan, Tia Lee, Jack Li e Katherine Wang.

## Elenco

### Elenco principal
- Aaron Yan 炎亞綸 como Lu Tian Xing 路天行 / Xiao Lu 小鹿
- Tia Lee 李毓芬 como Tao Le Si 陶樂思
- Jack Li 李運慶 como Leo 翁立洋
- Katherine Wang 王凱蒂 como Xu Miao Miao 徐妙妙

### Elenco de apoio
- Huang Huai Chen 黃懷晨 como Wang Ting Wei 王廷威
- Hope Lin Ke Tong 林可彤 como Helen Cao Hia Lun 曹海倫
- Beatrice Fang 方志友 como Li Huan Huan 李歡歡
- Kao Ying Hsuan 高英軒 como Li Qi Xuan / Lance 李奇軒
- Chen Bo Zheng 陳博正 como Fu Bo 福伯
- Jian Chang 檢場 como Tao De Li 陶得力
- Xie Qiong Nuan 謝瓊煖 como Hong Xiu Luan 洪秀鑾
- Evan Yo 蔡旻佑 como Tao Le Yuan 陶樂源
- Yang Ming Wei 楊銘威 como Jia Gai Xian 賈蓋先

## Trilha sonora
1. 1/2 二分之一 - Aaron Yan 炎亞綸 e G.NA
2. This Is Not Me 這不是我 - Aaron Yan 炎亞綸
3. The Unwanted Love 多餘的我 - Aaron Yan 炎亞綸
4. No Rules 沒規矩 - Aaron Yan 炎亞綸
5. The Only Rose 唯一的玫瑰 - Aaron Yan 炎亞綸
6. Taipei Dreamin 台北沉睡了 - Aaron Yan 炎亞綸
7. Melted 融化了 - Popu Lady
8. The Happiness Is Just Enough 這樣的幸福剛剛好 - Popu Lady
9. The Warmth in the Pocket 口袋的溫度 - Hebe 田馥甄

## Classificações
| Data de transmissão original | N º de episódio | Classificação geral | Posição |
| ---------------------------- | --------------- | ------------------- | ------- |
| 6 de abril de 2014           | 1               | 1.95                | 1       |
| 13 de abril de 2014          | 2               | 1.32                | 1       |
| 20 de abril de 2014          | 3               | 1.07                | 1       |
| 27 de abril de 2014          | 4               | 1.28                | 1       |
| 4 de maio de 2014            | 5               | 1.27                | 1       |
| 11 de maio de 2014           | 6               | 1.14                | 1       |
| 18 de maio de 2014           | 7               | 1.45                | 1       |
| 25 de maio de 2014           | 8               | 1.52                | 1       |
| 1 de junho de 2014           | 9               | 1.28                | 1       |
| 8 de junho de 2014           | 10              | 1.19                | 1       |
| 15 de junho de 2014          | 11              | 1.58                | 1       |
| 22 de junho de 2014          | 12              | 1.34                | 1       |
| 29 de junho de 2014          | 13              | 1.47                | 1       |
| 6 de julho de 2014           | 14              | 1.35                | 1       |
| 13 de julho de 2014          | 15              | 1.86                | 1       |
| 20 de julho de 2014          | 16              | 1.70                | 1       |
| 27 de julho de 2014          | 17              | 2.16                | 1       |
| 3 de agosto de 2014          | 18              | 2.17                | 1       |
| 10 de agosto de 2014         | 19              | 2.33                | 1       |
| 17 de agosto de 2014         | 20              | 2.58                | 1       |
| Média                        | Média           | 1.55                | 1       |

## Prêmios e indicações
| Ano  | Cerimônia           | Categoria                   | Trabalho nomeado     | Resultado |
| ---- | ------------------- | --------------------------- | -------------------- | --------- |
| 2014 | Sanlih Drama Awards | Melhor drama                | Fall in Love with Me | Venceu    |
| 2014 | Sanlih Drama Awards | Melhor ator                 | Aaron Yan            | Venceu    |
| 2014 | Sanlih Drama Awards | Melhor atriz                | Tia Lee              | Indicado  |
| 2014 | Sanlih Drama Awards | Melhor casal                | Aaron Yan e Tia Lee  | Indicado  |
| 2014 | Sanlih Drama Awards | Melhor beijo                | Aaron Yan e Tia Lee  | Indicado  |
| 2014 | Sanlih Drama Awards | Best Crying Award           | Aaron Yan e Tia Lee  | Indicado  |
| 2014 | Sanlih Drama Awards | Melhor assassino senhora    | Chen Bor Jeng        | Venceu    |
| 2014 | Sanlih Drama Awards | Melhor assassino senhora    | Jian Chang           | Indicado  |
| 2014 | Sanlih Drama Awards | Prêmio China Wave           | Aaron Yan            | Indicado  |
| 2014 | Sanlih Drama Awards | Prêmio China Wave           | Tia Lee              | Indicado  |
| 2014 | Sanlih Drama Awards | Prêmio popularidade (Weibo) | Aaron Yan            | Venceu    |
| 2014 | Sanlih Drama Awards | Prêmio popularidade (Weibo) | Tia Lee              | Indicado  |

## Exibição
| País      | Emissora          | Data de estreia         | Data de encerramento   | Título               |
| --------- | ----------------- | ----------------------- | ---------------------- | -------------------- |
| Taiwan    | TTV               | 6 de abril de 2014      | 17 de agosto de 2014   | 愛上兩個我           |
| Taiwan    | SETTV             | 12 de abril de 2014     | 23 de agosto de 2014   | 愛上兩個我           |
| Taiwan    | ETTV              | 13 de abril de 2014     | 24 de agosto de 2014   | 愛上兩個我           |
| Singapura | E City            | 28 de junho de 2014     | 8 de novembro de 2014  | 愛上兩個我           |
| Malásia   | Astro Shuang Xing | 13 de agosto de 2014    | 25 de setembro de 2014 | 愛上兩個我           |
| Hong Kong | TVB Drama 1       | 10 de setembro de 2014  | 23 de outubro de 2014  | 愛上兩個我           |
| Japão     | Home Drama        | 25 de novembro de 2014  | ?                      |                      |
| Tailândia | True Vision       | 30 de novembro de 2014  | ?                      |                      |
| Filipinas | GMA Network       | 23 de fevereiro de 2015 | 1 de maio de 2015      | Fall In Love With Me |